# Franco Maria Giuseppe Agnesi
Franco Maria Giuseppe Agnesi (Milão, 4 de dezembro de 1950) é um bispo católico italiano, bispo auxiliar de Milão desde 24 de maio de 2014.

## Biografia
Nasceu em Milão, capital da província e sede arquiepiscopal, em 4 de dezembro de 1950. Cresceu em Legnano, na paróquia de San Domenico.

### Formação e ministério sacerdotal
Ele completou seus estudos no seminário arquiepiscopal de Milão.
Em 8 de junho de 1974, ele foi ordenado sacerdote no Duomo de Milão pelo cardeal Giovanni Colombo.
Desde 1980, ele é Assistente diocesano do setor Juvenil da Ação Católica. Desde 1989, ele é assistente geral diocesano da mesma associação leiga e chefe do escritório do ministério diocesano da juventude. Em 1995, foi nomeado cardeal geral da arquidiocese e moderador da cúria arquiepiscopal de Milão pelo cardeal Carlo Maria Martini. No mesmo ano, ele se tornou prelado de honra por Sua Santidade.
De 1994 a 1995, ele também foi diretor da Fundação Milanese Oratori (FOM), da qual se tornou presidente em 1995, cargo que ocupou até 2002. De 1995 a 2003, ele também ocupou o papel significativo de presidente da Caritas Ambrosiana.
Em 2003, tornou-se pároco de San Giovanni Battista em Cesano Boscone e em 2005 assumiu o cargo de reitor. Em 2008, ele foi reitor de San Giovanni Battista em Busto Arsizio e decano a partir de 2009.
Em 5 de abril de 2012, durante a Missa do Crisma, o cardeal Angelo Scola anunciou sua nomeação como vigário episcopal para a área pastoral de Varese, a maior de toda a diocese: a nomeação entrou em vigor no dia 29 de junho seguinte.

### Ministério episcopal
Em 24 de maio de 2014, o Papa Francisco o nomeou bispo auxiliar de Milão e bispo titular de Dusa; ele recebeu ordenação episcopal em 28 de junho, na Catedral de Milão, com os bispos Pierantonio Tremolada e Paolo Martinelli, do cardeal Angelo Scola, co-consagradores do cardeal Dionigi Tettamanzi e do bispo Mario Enrico Delpini (mais tarde arcebispo). Na tarde do mesmo dia, Monsenhor Agnesi preside sua primeira missa como bispo no santuário do Sacro Monte di Varese. Ele também é o primeiro bispo original da cidade de Legnano.
Ele ocupa o cargo de delegado da Conferência Episcopal da Lombardia para o cuidado pastoral dos migrantes e é membro da Comissão Episcopal de Migrações da Conferência Episcopal Italiana.
Em 29 de março de 2018, durante a Missa do Crisma, o arcebispo Mario Delpini anunciou sua nomeação como vigário geral da arquidiocese, a partir de 29 de junho seguinte; isso acontece com o mesmo Mons. Delpini.